# Jawarowa
Jawarowa (biał. Яварова; ros. Яворово) – wieś na Białorusi, w obwodzie brzeskim, w rejonie łuninieckim, w sielsowiecie Dworzec.